# Mistrovství světa ve sportovním lezení 1993
Mistrovství světa ve sportovním lezení 1993 (anglicky: UIAA World Championship, francouzsky: Championnats du monde d'escalade, italsky: Campionato del mondo di arrampicata, německy: Kletterweltmeisterschaft) se uskutečnilo jako druhý ročník 30. dubna v Innsbrucku pod hlavičkou UIAA, závodilo se pouze v lezení na obtížnost a rychlost..

## Průběh závodů

### Češi na MS
Závodů ze zúčastnili tři muži a dvě ženy z Česka v lezení na obtížnost, nejlépe se umístila dvacátá druhá Barbara Stranská.

### Výsledky mužů a žen
| obtížnost            | obtížnost              | rychlost               | rychlost              |
| -------------------- | ---------------------- | ---------------------- | --------------------- |
| muži                 | ženy                   | muži                   | ženy                  |
| 1. François Legrand  | 1. Susi Goodová        | 1. Vladimir Něcvetajev | 1. Olga Bibiková      |
| 2. Stefan Glowacz    | 2. Robyn Erbesfieldová | 2. Serik Kazbekov      | 2. Isabelle Dorsimond |
| 3. Júdži Hirajama    | 3. Isabelle Patissier  | 3. Jevhen Kryvošejcev  | 3. Renata Piszczek    |
|                      |                        |                        |                       |
| 51.-57. Marek Havlík | 22. Barbara Stranská   | -                      | -                     |
| 51.-57. Marcel Toman | 25.-26. Eva Linhartová | -                      | -                     |
| 64. Tomáš Sedláček   | -                      | -                      | -                     |
|                      |                        |                        |                       |
| ? finalistů          | ? finalistek           | ? finalistů            | ? finalistek          |
| ? semifinalistů      | ? semifinalistek       | ? semifinalistů        | ? semifinalistek      |
| 73 mužů              | 39 žen                 | 21 mužů                | 9 žen                 |

### Medaile podle zemí
| pořadí | stát      | Zlatá medaile | Stříbrná medaile | Bronzová medaile | celkem |
| ------ | --------- | ------------- | ---------------- | ---------------- | ------ |
| 1.     | Rusko     | 2             | 0                | 0                | 2      |
| 2.     | Francie   | 1             | 0                | 1                | 2      |
| 3.     | Švýcarsko | 1             | 0                | 0                | 1      |
| 4.     | Ukrajina  | 0             | 1                | 1                | 2      |
| 5.     | Německo   | 0             | 1                | 0                | 1      |
| 5.     | USA       | 0             | 1                | 0                | 1      |
| 5.     | Belgie    | 0             | 1                | 0                | 1      |
| 8.     | Japonsko  | 0             | 0                | 1                | 1      |
| 8.     | Polsko    | 0             | 0                | 1                | 1      |

### Zúčastněné země
| 1.   | Francie            | Švýcarsko          | Rusko      | Rusko    |
| 2.   | Německo            | USA                | Ukrajina   | Belgie   |
| 3.   | Japonsko           | Francie            | USA        | Polsko   |
| 4.   | Itálie             | Rusko              | Polsko     | Rumunsko |
| 5.   | Španělsko          | Itálie             | Belgie     | Ukrajina |
| 6.   | Rusko              | Polsko             | Kazachstán | Německo  |
| 7.   | Rakousko           | Španělsko          | Německo    | Japonsko |
| 8.   | Kazachstán         | Německo            | Slovensko  | -        |
| 9.   | Švýcarsko          | Japonsko           | Bulharsko  | -        |
| 10.  | Belgie             | Slovinsko          | Rumunsko   | -        |
| 11.  | Spojené království | Rakousko           | -          | -        |
| 12.  | Slovensko          | Belgie             | -          | -        |
| 13.  | USA                | Česko              | -          | -        |
| 14.  | Ukrajina           | Spojené království | -          | -        |
| 15.  | Slovinsko          | Nizozemsko         | -          | -        |
| 16.  | Nizozemsko         | Ukrajina           | -          | -        |
| 17.  | Polsko             | Rumunsko           | -          | -        |
| 18.  | Bulharsko          | Chorvatsko         | -          | -        |
| 19.  | Česko              | -                  | -          | -        |
| 20.  | Kanada             | -                  | -          | -        |
| 21.  | Jižní Korea        | -                  | -          | -        |
| 22.  | Chorvatsko         | -                  | -          | -        |
| 23.  | Rumunsko           | -                  | -          | -        |
| (23) | 23                 | 18                 | 10         | 7        |